# Десять франков «Гений Свободы»
Десять франков типа Гений Свободы — монета Франции номиналом 10 франков, бывшая в обороте с 1988 года, заменила монеты вышедшие из оборота Десять франков Матье и Десять франков Республика дизайнера Жоакена Жименеза (Хоакина Хименеса, Joaquin Jimenez).
На монете изображен позолоченный «Гений свободы» работы Огюста Дюмона находящийся на вершине Июльской колонны, расположенной на площади Бастилии.

## Таблица
| Год  | тираж       | примечания                                     |
| ---- | ----------- | ---------------------------------------------- |
| 1988 | 1 850       | пробная                                        |
| 1988 | 144 718 000 |                                                |
| 1989 | 249 964 000 |                                                |
| 1990 | 249 990 000 |                                                |
| 1991 | 249 927 000 |                                                |
| 1992 | 99 966 000  |                                                |
| 1995 | 15 011      |                                                |
| 1996 | 12 013      |                                                |
| 1997 | 15 000      |                                                |
| 1998 | 25 000      |                                                |
| 1999 | 25 500      |                                                |
| 2000 | 28 065 000  |                                                |
| 2001 | 125 000     | Вышла из оборота, в связи с переходом на евро. |

### Памятная монета
| Год  | Тираж  | Диаметр | Масса общая, г | Название монеты                     | реверс |
| ---- | ------ | ------- | -------------- | ----------------------------------- | ------ |
| 1989 | 15 000 | 22,8    | 12             | 300-летие со дня рождения Монтескьё |        |

|  |  |  |  |
|  |  |  |  |

## Также
- Французский франк